# Antoni Michał Pac
Antoni Michał Pac herbu Gozdawa (ur. ok. 1722 w Wilnie, zm. 2 marca 1774) –  poseł, działacz sejmikowy, pułkownik powiatu starodubowskiego w 1764 roku, pułkownik chorągwi husarskiej Buławy Polnej Litewskiej w 1763 roku.
Syn Krzysztofa Konstantego i Barbary Ogińskiej, córki Marcjana Ogińskiego. Ożenił się 14 lutego 1744 z Teresą Barbarą Radziwiłł (1714–1780). Ojciec Michała i dziadek Ludwika Michała. Córka Anna poślubiła podkomorzego trockiego Stefan Dominika Romera, druga córka Józefa została żoną Tomasza Wawrzeckiego.
Pan na Jeżnie.
Poseł na sejm 1746 roku z powiatu starodubowskiego. Poseł powiatu kowieńskiego na sejm 1748 roku. Poseł na sejm nadzwyczajny 1750 roku z województwa smoleńskiego. Pisarz wielki litewski od 1750. Był członkiem konfederacji generalnej Wielkiego Księstwa Litewskiego w 1764 roku. Był elektorem Stanisława Augusta Poniatowskiego w 1764 roku z powiatu starodubowskiego.  Pełnił stanowisko pułkownika wojsk litewskich od 1754 roku. Był starostą borciańskim.
W załączniku do depeszy z 2 października 1767 roku do prezydenta Kolegium Spraw Zagranicznych Imperium Rosyjskiego Nikity Panina, poseł rosyjski Nikołaj Repnin określił go jako posła wątpliwego dla realizacji rosyjskich planów na sejmie 1767 roku, poseł powiatu trockiego na sejm 1767 roku.
Został odznaczony Orderem Orła Białego 3 sierpnia 1757 w Warszawie. Odznakę otrzymał z rąk króla Augusta III Sasa 28 sierpnia 1757 roku.